# Ahascragh
Ahascragh is een plaats in het Ierse graafschap Galway. De plaats telt 563 inwoners.